# Melanopsis buccinoidea
Melanopsis buccinoidea is een slakkensoort uit de familie van de Melanopsidae. De wetenschappelijke naam van de soort is voor het eerst geldig gepubliceerd in 1801 door Olivier.